# Grebz
Grebz — український музичний гурт, заснований 2019 року.

## Склад
- Ілля Капустін (4atty aka Tilla) — видний діяч київського реп-андерграунду, співзасновник формації «Мосты».
- Данило Дудулад (Sимптом) — учасник тріо «Апаска»[1] та гурту «5В7», переможець українського реп-змагання Pit Bull.

## Історія
Після розпаду гурту Грибы, на каналі лейблу KinoMost почали з'являтися музичні відеоролики з виконавцем «Grebz».
22 листопада 2019 року гурт випустив альбом "рэппєq". Трек з альбому "Несправедливо" потрапив у світовий чарт Shazam в топ-50, очоливши 23 місце  А в 2022 році трек став офіційним саундтреком до гри Need for Speed 
24 листопада 2023 року гурт випустив альбом "МС СOMING", а 8 грудня вийшов ще один альбом, що став продовженням сторітелінгу попереднього, - "STYLE IN MC".

## Дискографія

### Студійні альбоми
- «STYLE IN MC» (2023)
- «MC Coming» (2023)
- «Рэппєq» (2019)
- «Дом на колёсах ч. 1» (2016)

## Відеографія
- «Юрфак/Mr.Jay»
- «Клок/FBI»
- «Контракты» (2019)
- «По ремонту» (2019)
- «Каракум» (2019)
- «0. Grebz» (2019)
- «Боб» (2019)